# José Manuel Mejías
José Manuel Mejías López (Cadice, 21 gennaio 1959) è un ex calciatore spagnolo.

## Biografia
Anche suo fratello Salvador Mejías è stato un calciatore professionista. I due hanno giocato insieme al Cadice, al Real Murcia e all'Elche